# Serie A (Italia) 1971-72
La Serie A 1971–72 fue la 70.ª edición del campeonato de fútbol de más alto nivel en Italia y la 40.ª bajo el formato de grupo único. Juventus ganó su 14º scudetto.

## Equipos participantes
| Equipo         | Ciudad    | Estadio               |
| -------------- | --------- | --------------------- |
| Atalanta       | Bérgamo   | Comunale de Bérgamo   |
| Bologna        | Bolonia   | Comunale de Bolonia   |
| Cagliari       | Cagliari  | Sant'Elia             |
| Catanzaro      | Catanzaro | Comunale de Catanzaro |
| Fiorentina     | Florencia | Comunale de Florencia |
| Internazionale | Milán     | San Siro              |
| Juventus       | Turín     | Comunale de Turín     |
| Mantova        | Mantua    | Danilo Martelli       |
| Milan          | Milán     | San Siro              |
| Napoli         | Nápoles   | San Paolo             |
| Roma           | Roma      | Olímpico de Roma      |
| Sampdoria      | Génova    | Luigi Ferraris        |
| Torino         | Turín     | Comunale de Turín     |
| Varese         | Varese    | Franco Ossola         |
| Verona         | Verona    | Marcantonio Bentegodi |
| Vicenza        | Vicenza   | Romeo Menti           |

## Clasificación
| Pos. | Equipo         | Pts. | PJ | G  | E  | P  | GF | GC | Dif. | Clasificación                                |
| ---- | -------------- | ---- | -- | -- | -- | -- | -- | -- | ---- | -------------------------------------------- |
| 1    | Juventus (C)   | 43   | 30 | 17 | 9  | 4  | 48 | 24 | +24  | Clasificado a la Copa de Campeones de Europa |
| 2    | Milan          | 42   | 30 | 16 | 10 | 4  | 36 | 17 | +19  | Clasificado a la Recopa de Europa            |
| 3    | Torino         | 42   | 30 | 17 | 8  | 5  | 39 | 25 | +14  | Clasificado a la Copa de la UEFA             |
| 4    | Cagliari       | 39   | 30 | 15 | 9  | 6  | 39 | 23 | +16  | Clasificado a la Copa de la UEFA             |
| 5    | Internazionale | 36   | 30 | 13 | 10 | 7  | 49 | 28 | +21  | Clasificado a la Copa de la UEFA             |
| 6    | Fiorentina     | 36   | 30 | 12 | 12 | 6  | 28 | 20 | +8   | Clasificado a la Copa de la UEFA             |
| 7    | Roma           | 35   | 30 | 13 | 9  | 8  | 37 | 31 | +6   |                                              |
| 8    | Napoli         | 28   | 30 | 6  | 16 | 8  | 27 | 31 | −4   |                                              |
| 9    | Sampdoria      | 28   | 30 | 8  | 12 | 10 | 23 | 28 | −5   |                                              |
| 10   | Atalanta       | 26   | 30 | 9  | 8  | 13 | 21 | 26 | −5   |                                              |
| 11   | Bologna        | 25   | 30 | 7  | 11 | 12 | 28 | 36 | −8   |                                              |
| 12   | Vicenza        | 23   | 30 | 8  | 7  | 15 | 30 | 43 | −13  |                                              |
| 13   | Verona         | 22   | 30 | 4  | 14 | 12 | 21 | 36 | −15  |                                              |
| 14   | Mantova (D)    | 21   | 30 | 6  | 9  | 15 | 23 | 39 | −16  | Descenso a Serie B                           |
| 15   | Catanzaro (D)  | 21   | 30 | 3  | 15 | 12 | 17 | 34 | −17  | Descenso a Serie B                           |
| 16   | Varese (D)     | 13   | 30 | 1  | 11 | 18 | 17 | 42 | −25  | Descenso a Serie B                           |

 Fuente: BDFutbol
|            |
| Campeón    |
| Juventus   |
| 14º título |

## Resultados
| Local \ Visitante | ATA | BOL | CAG | CAT | FIO | INT | JUV | MAN | MIL | NAP | ROM | SAM | TOR | VAR | VER | VIC |
| ----------------- | --- | --- | --- | --- | --- | --- | --- | --- | --- | --- | --- | --- | --- | --- | --- | --- |
| Atalanta          | —   | 0–0 | 2–1 | 1–0 | 3–1 | 1–0 | 0–0 | 2–0 | 0–1 | 3–1 | 1–1 | 0–0 | 0–0 | 1–0 | 0–0 | 1–3 |
| Bologna           | 1–1 | —   | 2–1 | 2–1 | 1–1 | 0–3 | 1–2 | 1–1 | 0–2 | 2–2 | 2–2 | 1–0 | 2–3 | 1–0 | 1–0 | 2–1 |
| Cagliari          | 2–0 | 2–1 | —   | 0–0 | 0–0 | 2–1 | 2–1 | 1–0 | 2–1 | 2–1 | 1–0 | 3–1 | 1–2 | 1–1 | 3–1 | 3–0 |
| Catanzaro         | 1–1 | 1–0 | 2–2 | —   | 0–2 | 0–2 | 1–0 | 1–1 | 0–0 | 0–0 | 1–1 | 1–0 | 1–3 | 1–1 | 0–0 | 1–1 |
| Fiorentina        | 2–0 | 2–1 | 0–1 | 1–0 | —   | 0–0 | 1–1 | 0–1 | 2–0 | 2–1 | 2–0 | 0–0 | 1–1 | 1–0 | 2–1 | 2–1 |
| Internazionale    | 2–0 | 1–1 | 0–0 | 1–0 | 1–1 | —   | 0–0 | 2–0 | 2–3 | 2–0 | 2–2 | 4–4 | 2–0 | 2–0 | 4–1 | 2–1 |
| Juventus          | 1–0 | 2–1 | 2–1 | 4–2 | 1–0 | 3–0 | —   | 2–1 | 1–1 | 2–2 | 2–1 | 3–1 | 2–1 | 1–0 | 4–0 | 2–0 |
| Mantova           | 1–0 | 1–1 | 2–1 | 1–1 | 1–2 | 1–6 | 1–1 | —   | 0–0 | 0–0 | 0–2 | 1–2 | 1–2 | 2–2 | 1–0 | 0–1 |
| Milan             | 1–0 | 1–0 | 0–0 | 1–0 | 2–0 | 1–1 | 1–4 | 0–1 | —   | 3–0 | 3–0 | 0–0 | 1–0 | 3–1 | 2–0 | 1–1 |
| Napoli            | 2–1 | 0–0 | 0–0 | 0–0 | 0–0 | 0–0 | 1–1 | 1–0 | 0–0 | —   | 4–0 | 0–0 | 1–1 | 3–0 | 1–1 | 1–1 |
| Roma              | 1–0 | 1–0 | 2–2 | 4–0 | 0–0 | 3–1 | 1–1 | 3–1 | 1–2 | 1–0 | —   | 1–0 | 3–1 | 0–0 | 1–0 | 1–0 |
| Sampdoria         | 1–0 | 2–1 | 0–0 | 1–1 | 0–0 | 0–0 | 0–0 | 0–0 | 0–2 | 1–2 | 1–0 | —   | 2–1 | 2–0 | 1–0 | 1–1 |
| Torino            | 1–0 | 1–0 | 1–0 | 1–0 | 2–1 | 2–1 | 2–1 | 1–0 | 0–0 | 1–0 | 2–0 | 2–0 | —   | 2–0 | 2–2 | 2–1 |
| Varese            | 0–1 | 0–0 | 0–2 | 1–1 | 1–1 | 0–3 | 0–1 | 2–4 | 0–1 | 0–1 | 1–3 | 0–1 | 2–2 | —   | 0–0 | 0–0 |
| Verona            | 1–2 | 0–0 | 0–2 | 0–0 | 0–0 | 2–0 | 1–0 | 1–0 | 1–1 | 1–1 | 1–1 | 3–2 | 0–0 | 1–1 | —   | 2–2 |
| Vicenza           | 1–0 | 2–3 | 0–1 | 2–0 | 0–1 | 0–4 | 1–3 | 1–0 | 0–2 | 6–2 | 0–1 | 1–0 | 0–0 | 0–4 | 2–1 | —   |